# Ratthanakorn Maikami
Ratthanakorn Maikami (thailändisch รัตนากร ใหม่คามิ, * 7. Januar 1998 in Buriram), auch als Game (thailändisch เกม) bekannt, ist ein thailändischer Fußballspieler.

## Karriere

### Verein
Ratthanakorn Maikami erlernte das Fußballspielen in der Jugendmannschaft von Buriram United, wo er 2016 auch seinen ersten Profivertrag unterschrieb. Der Verein aus Buriram spielte in der höchsten Liga des Landes, der Thai Premier League. Bis heute steht er bei Buriram unter Vertrag.
Im Mai 2025 gewann er mit Buriram die ASEAN Club Championship. Hier konnte man sich gegen den vietnamesischen Vertreter Công An Hà Nội FC in zwei Endspielen durchsetzen. Am 24. Mai 2025 stand er mit Buriram im Finale des FA Cups, das man mit 3:2 gegen den Erstligisten Muangthong United gewann. Eine Woche später stand er mit dem Verein im Finale des Thai League Cup. Hier schlug man im BG Stadium den Erstligisten Lamphun Warriors FC mit 2:0.

### Nationalmannschaft
2018 spielte Ratthanakorn Maikami dreimal in der thailändischen U-21-Nationalmannschaft. 12 Mal trug er seit 2017 das Trikot der U-23-Nationalmannschaft.

## Erfolge

### Verein
Buriram United
- Thailändischer Meister: 2017, 2018, 2021/22, 2022/23, 2023/24, 2024/25

- Thailändischer Vizemeister: 2019, 2020/21

- Thailändischer Ligapokalsieger: 2016, 2021/22, 2022/23, 2024/25
- Thailändischer Ligapokalfinalist: 2019

- Thailändischer Pokalsieger: 2021/22, 2022/23, 2024/25

- Thailändischer Supercup-Sieger: 2019

- ASEAN Club Championship-Sieger: 2024/25

### Nationalmannschaft
Thailand U-23
- Sea Games: 2017